# Karaluchy pod poduchy
Karaluchy pod poduchy (ang. Joe's Apartment) – amerykański film komediowy z 1996 roku w reżyserii Johna Paysona.

## Fabuła
Joe (Jerry O’Connell) wprowadza się do obskurnego i zaniedbanego domu, którego właścicielka zmarła. Wkrótce zauważa, że nie jest w lokalu sam. Okazuje się, że mieszka z nim... kilka tysięcy karaluchów. Insekty często wtrącają się w sprawy Joego. Pomagają mu też zdobyć uczucie pięknej córki senatora.

## Obsada
- Jerry O’Connell jako Joe
- Megan Ward jako Lily Dougherty
- Jim Turner jako Walter Shit
- Sandra Denton jako Blank
- Robert Vaughn jako senator Dougherty
- Don Ho jako Alberto Bianco
- Jim Sterling jako Jesus Bianco
- David Huddleston jako P.I. Smith
- Billy West jako Ralph (głos)
- Reginald Hudlin jako Rodney (głos)